# Никоцарас
Никос Царас, известен като Никоцарас (на гръцки: Νίκος Τσάρας, Νικοτσάρας), е гръцки клефт (хайдутин) и революционер, действал в района на Олимп и Източна Македония в края на XVIII - началото на XIX век.

## Биография
Роден е в 1774 година в село Янота, Еласонско, в семейството на клефта Панос Царас. Става клефт и действа в цяла Източна Македония до Рила, както по суша, така и по море. В 1807 година е смъртно ранен в сражение край Литохоро и умира на кораба си. Погребан е на Скиатос. Името му носи улица в Сяр и от 1927 година село Ескикьой в Драмско.